# 呉普
呉 普（ご ふ、拼音: Wú Pǔ、生没年未詳）は、中国後漢末期から三国時代にかけての医師。字は未詳。徐州広陵郡の人。

## 略歴
華佗の弟子の1人。呉普は師の治療法に従って施術し、病を完治させた事例も多かった。
呉普に対し、華佗は「人体は運動を欲するもので、酷使するのはいけないというだけのことだ。絶えず動くことで穀物の精気が消化され、血の流れはよくなり、病も生じない。いわば蝶番が（門を開閉する動作により）朽ちないでいるようなもの。このようにして古の仙人たちは導引術を行い、熊頸や鴟顧をして、あらゆる関節を動かし、不老を探求したのだ」と言って、「五禽戯」という様々な動物の動作を模した導引術の動作を教えた。その体操は病を取り除き、足の動きを順調なものにして、体を柔軟にするのだといい、呉普が言われたとおりにした結果、90歳を過ぎても聴覚・視覚ともにはっきりしており、歯も生えそろっていたという。
著作に『呉普本草』がある。成立時期は239年頃だとする説があり、最初期の言及は梁代の阮孝緒『七録』、陶弘景『本草経集注』に見られる。北宋時代にはすでに散逸したが、『太平御覧』に全体の3分の2ほどが引用されており、その内容をある程度うかがうことができる。